# Királyhelmec
Királyhelmec (szlovákul Kráľovský Chlmec) város Szlovákiában, a Kassai kerület Tőketerebesi járásában. A Bodrogköz legjelentősebb városa.

## Fekvése
Kassától kb.: 90 km-re, délkeletre fekszik.

## Nevének eredete
A szláv helmec (= kis halom) főnévből ered, nevének előtagja arra utal, hogy egykor királyi piac volt.

## Története
Királyhelmec területéről már az újkőkorból (Baden-péceli kultúra), majd a vaskorból (hallstatt – kelták, dákok), illetve a római korból (vandálok) is előkerültek leletek. A régészeti leletek tanúsága szerint területén a szláv időszakban is település állhatott, melynek temetőjét a város határában, az Erős erdő déli részén tárták fel.
A mai település valószínűleg már a 12. században is létezett. 1214-ben a leleszi alapítólevélben („Helmech”, „Helmeche”) említik először, amikor II. András király Boleszló váci püspöknek adta, majd a leleszi prépostság birtoka lett.
1241-ben Királyhelmecet elpusztították a tatárok. 1323-ban Károly Róbert hívének, Mikcs bánnak adományozta. 1332-ben a pápai tizedjegyzékben Miklós nevű papjával együtt „Helmech” néven említik, ekkor már állt temploma is.
A 14. században az Ákos nemzetségbeliek foglalták el és több évtizeden át maradtak birtokosai.
A 15. század elején a Pálóczi család birtoka lett, akik királyi engedéllyel várat építettek ide, egyesek szerint azonban csak nemesi udvarház lehetett. Ekkoriban válik mezővárossá. A várat Szapolyai János 1538-ban más birtokokkal együtt Perényi Péternek, Abaúj vármegye főispánjának, felső-magyarországi főkapitánynak adta. Perényi azonban hintapolitikát folytatott a Habsburg Ferdinánd és János király közötti harcokban – hol ide, hol oda pártolt –, ezért a várat 1548-ban királyi parancsra lerombolták. Lorántffy Zsuzsanna, I. Rákóczi György özvegye 1654 előtt új várkastélyt épített itt, amelyet 1692-ben udvarházként említenek, valószínűleg a kuruc harcokban pusztult el végleg.
1709-ben pestisjárvány pusztított a városban. A katolikus templom 1757-ben, a református 1787-ben épült.
A 18. század végén Vályi András így ír róla: „HELMECZ. Király Helmecz. Mező Város Zemplén Várm. földes Ura a’ Leleszi Uraság, lakosai katolikusok, fekszik Leleszhez 1 1/2 órányira, fekvése kies, mellyet nevezetesített Lorándfi ’Suzsánnának lakó épűlete, ki is itt választván lakását 1654ben, e’ szavakat tétette a’ kastéllyának homlokára emlékezetűl: Susanna Lorandfi Rel. Pri. Dom. Georgii Rakotzy Princ. Transilvaniś die 1. Maji. Határja mindent bőven terem, kivált ha trágyáztatik, legelője elég, piatzozásai két mértföldnyire Újhelyben, Galszécsen, Kis Várdán, Ungváron, helyben is esik két Országos Vásár esztendőnként, fája tűzre az Uraságtól, káposztássa, dohánnya jó, malma, és itatója helyben van.”
1831-ben újabb járvány, kolera pusztított. 1848-ban lakói részt vettek a szabadságharcban.
Fényes Elek 1851-ben kiadott geográfiai szótárában így ír a városról: „Király-Helmecz, magyar m. v. Zemplén vmegyében, ut. p. Unghvárhoz 5 1/2 mfdnyire: 381 római, 120 g. kath., 673 ref., 12 zsidó lak. Róm. kath. és ref. anyatemplom. Szántóföldje 1475 hold, s mindenfelé gabonát, kukoriczát, káposztát, dohányt bőven terem; szép tölgyes erdeje, szőlőhegye, hires cseresznyéje, sok gyümölcse és egy kerek hegy tövében szép fekvése van. Hajdan Perényi egy várkastélyt épitett ide, de a melly 1548-ban lerontatott. Későbben a Rákócziak birták, s Lorantffy Susánnának kedves lakhelye vala. F. u. a praemonstratensisek leleszi prépostsága.”
A század vége felé újabb kolerajárvány és a szőlőket kipusztító filoxéra sújtotta a várost. A kórház (ma középfokú szaktanintézet) 1895-ben épült eklektikus stílusban, egyszerre a Bodrogközi Tiszaszabályozó Társulás székházával (ma a Bodrogközi és Ung-vidéki Regionális múzeum székháza) és a Társulás szolgálati lakásaival (ma a görögkatolikus templom).

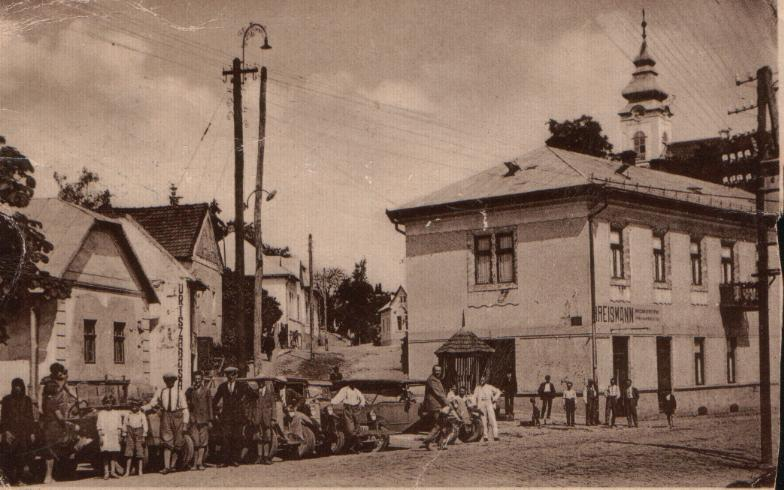
Királyhelmec 1938-ban

Borovszky Samu monográfiasorozatának Zemplén vármegyét tárgyaló része szerint: „Királyhelmecz, a bodrogközi járásban, a Királyhegy tövében fekvő nagyközség, 382 házzal és 2303, túlnyomólag ev. ref. vallású lakossal. A hagyomány szerint már a honfoglalás korában lakott hely volt s a magyarok a szlávoktól véres csatában foglalták el. Régi okiratokban először 1214-ben találunk feljegyzést róla (Hermely és Hermelyz névvel), a mikor II. Endre király Boleszló váczi püspöknek adományozta. Néhány évvel később a váczi püspök a prémontrei rendet gazdagította ezzel az adománynyal. A XIV. században az Ákos nembeliek foglalták el és több évtizeden át őket uralta. A következő században a Pálóczy, Pelejtey, Újfalussy és Zbugyay családokat találjuk itt, végre (1488–1500 közt) a Pálóczy család lett az egyedüli ura s a mohácsi vészig bírta, a mikor a szerencsétlen ütközetben Pálóczy Antal is elesvén, helmeczi birtokára Perényi Péter tette rá a kezét és ott várat is épített. Ez a vár azonban nem sokáig állott, mert 1548-ban felsőbb parancsra lerombolták. Az 1598-iki összeírás szerint Báthory Istvánt találjuk a birtokban, míg 1610-ben a Báthory családon kívül még a Daróczy, Thelegdi, Nyáry és Gobóczy családoknak is vannak itt részeik. 1654-ben a Rákóczy családot is uralja. A Helmeczről Szentesre vivő útat is Rákóczy György építtette s ennek a közútnak sokáig "Rákóczy-útja" volt a neve. 1690-ben a prémontrei rend visszavásárolta régi birtokait és 1697-ben II. Rákóczy György a maga részét is 18,000 rénes forintért a leleszi prépostságnak adja el. Később a prépostsággal együtt Thurzó Imre lett az ura, a kitől Lorántffy Zsuzsánna örökölte s kastélylyal gazdagította a birtokát. Itt fejezte be életét 1660-ban, Lorántffy Zsuzsánna. Ez a kastély ma is áll s jelenleg a kincstár tulajdona, a mely a járásbíróságot helyezte oda. A mikor 1786-ban a prémontrei rendet hazánkban eltörölték, ezt a birtokát is a vallásalaphoz csatolták, de a visszaállított rend ismét visszanyerte. Jelenleg is a leleszi prépostság a legnagyobb birtokosa. A Helmecz névhez a "Király" jelzőt annak az emlékére csatolták, mert ez a nagyközség hajdan a királyi piacz volt. Történelmi multjáról beszél az Akasztóhegy nevű dűlője is, a mennyiben földesura pallosjogának emlékét örökíti meg. Igen régi a r. kath. templom is, melynek alapját még 1330-ban vetették meg. A vallási zavarok korszakában, a XVI. században, a templom romokban hevert 1757-ig, a mikor végre újra fölépítették. A ref. templom 1787-ben épült. Gróf Mailáth József itt 1897-ben hasonszenvi díszes kórházat emelt. Csinos épülete van itt még a Tisza-szabályozó társaságnak is. Királyhelmecz járási székhely, szolgabírósággal, adóhivatallal és 3 pénzintézettel. Van gőzmalma, kőbányája, távírója, postája; vasúti állomása Perbenyik. Határában a Fejszés- és a Rozsostanyák fekszenek.”
1907-ben épült az állami iskola. A trianoni diktátumig Zemplén vármegye Bodrogközi járásának székhelye volt. Az első bécsi döntés alapján ismét Magyarországhoz tartozott. A magyar hadsereg 1938. november 6-i bevonulását a zászlódíszbe öltözött város ünneplő lakossága fogadta.
A második világháború után ismét Csehszlovákiához csatolták. 1920-ig, majd 1938–45 között a Bodrogközi járás, 1920–1960 között a Királyhelmeci járás székhelye volt. 1960 után a Tőketerebesi járáshoz csatolták, városi rangját 1964-ben nyerte vissza.
1993-ban alakult itt is egy cserkészcsapat, amelynek neve 30. számú Szent István király cserkészcsapat.
Önkormányzatának lapja a Királyhelmeci nézetek.

### A legújabb időkben
2008 novemberében belpolitikai vihart kavart Szlovákiában és Magyarországon – fokozva a két ország közti feszültséget – a magyar Nemzeti Őrsereg királyhelmeci egyenruhás megemlékezése az első bécsi döntés 70. évfordulójára. A helmeci önkormányzat elhatárolódott, és eltávolíttatta az emlékműről az Őrsereg koszorúját.

## Éghajlata
Az évi középhőmérséklet 9,3 °C, a leghidegebb hónap a január (-3,1 °C), a legmelegebb a július (20,3 °C). Az évi közepes hőingás 23,4 °C, a napsütéses órák száma 1880-1920 óra, ebből 1400-1500 óra a tenyészidőszakban. Az általános szélsebesség nyáron 2,5 m/s, télen 3,0 m/s körüli, az uralkodó szélirány északkeleti. A hótakarós napok száma 50-60, ez viszonylag kicsinek mondható, oka a kevés csapadék és a gyakori szél.
| Hónap | Jan. | Feb. | Már. | Ápr. | Máj. | Jún. | Júl. | Aug. | Szep. | Okt. | Nov. | Dec. | Év  |
| --- | ---- | ---- | ---- | ---- | ---- | ---- | ---- | ---- | ----- | ---- | ---- | ---- | --- |
| Átlaghőmérséklet (°C)                                                                                     | −3,1 | −1,3 | 4,1  | 10,0 | 15,1 | 18,1 | 20,3 | 19,7 | 15,7  | 10,0 | 4,0  | −0,6 | 9,4 |
| Átl. csapadékmennyiség (mm)                                                                               | 35   | 35   | 34   | 47   | 61   | 73   | 68   | 69   | 51    | 53   | 54   | 46   | 626 |
| Forrás: Boros László:Táj és ember - A Bodrogköz geológiai fejlődéstörténete, természetföldrajzi jellemzői |      |      |      |      |      |      |      |      |       |      |      |      |     |

## Népessége
| Év:            | 1994. | 2004.   | 2014.   | 2024.   |
| -------------- | ----- | ------- | ------- | ------- |
| Emberek száma: | 8264  | 7966    | 7621    | 7322    |
| Eltérés:       |       | -3,60 % | -4,33 % | -3,92 % |

| Év:            | 2023. | 2024.   |
| -------------- | ----- | ------- |
| Emberek száma: | 7352  | 7322    |
| Eltérés:       |       | -0,40 % |

| Népesség | Népesség     | Nemzetiségi összetétel | Nemzetiségi összetétel | Nemzetiségi összetétel | Nemzetiségi összetétel | Nemzetiségi összetétel | Nemzetiségi összetétel |
| Év       | Összlakosság | Magyar                 | Német                  | Szlovák                | Rutén                  | Roma                   | Egyéb                  |
| -------- | ------------ | ---------------------- | ---------------------- | ---------------------- | ---------------------- | ---------------------- | ---------------------- |
| 1880     | 2075         | 1976 (98,6%)           | 6 (0,3%)               | 15 (0,7%)              | -                      | -                      | 78 (3,8%)              |
| 1900     | 2303         | 2282 (99,1%)           | 13 (0,6%)              | -                      | 4 (0,2%)               | -                      | 4 (0,2%)               |
| 1910     | 2725         | 2719 (99,8%)           | 2 (0,1%)               | 2 (0,1%)               | 1 (0,1%)               | -                      | 1 (0,1%)               |
| 1930     | 3274         | 1941 (56,2%)           | 18 (0,5%)              | 303 (9,3%)             | 17 (0,5%)              |                        | 995 (30,4%)            |
| 1938     | 3794         | 3680 (97,0%)           | 18 (0,5%)              | 39 (1,0%)              | 21 (0,6%)              |                        | 36 (0,9%)              |
| 1941     | 3756         | 3692 (98,3%)           | 12 (0,3%)              | 17 (0,5%)              | 7 (0,2%)               |                        | 28 (0,7%)              |
| 1970     | 5344         | 4080 (76,3%)           | -                      | 1224 (22,9%)           | -                      | n.a.                   | 40 (0,7%)              |
| 1980     | 6358         | 4850 (76,3%)           | -                      | 1462 (23,0%)           | -                      | n.a.                   | 46 (0,7%)              |
| 1991     | 7981         | 6422 (80,5%)           | 1 (0,1%)               | 1304 (16,3%)           | -                      | n.a.                   | 250 (3,1%)             |
| 2001     | 8031         | 6179 (76,9%)           | -                      | 1515 (19,0%)           | -                      | n.a.                   | 37 (0,5%)              |
| 2011     | 7698         | 5670 (73,7%)           | -                      | 1496 (19,4%)           | -                      | 304 (3,9%)             | -                      |
| 2021     | 7489         | 5401 (72,1%)           | -                      | 1764 (23,6%)           | -                      | 100 (1,3%)             | -                      |

- 1910-ben 2725-en lakták, ebből 2719 magyar.
- 1921-ben 2853 lakosából 2043 (71,6%) magyar, 368 (12,9%) zsidó és 116 (4,1%) szlovák.
- 2011-ben 7698 lakosából 5670 magyar, 1496 szlovák és 304 roma.[12]

## Nevezetességei
- A Szentlélek tiszteletére szentelt, római katolikus temploma 14. századi eredetű, a pápai tizedszedők jegyzékei szerint még 1332/37 előtt megépült. Mai formájában 1751 és 1757 között épült újjá.
- Református temploma 1787-ben épült, tornya 1863-ban készült el, mai formáját 1893-ban, a bővítés és átépítés után nyerte el.
- A római katolikus templommal szemben található mai zeneiskola (többször átépített) épületében halt meg a hagyomány szerint 1660-ban I. Rákóczi György özvegye, Lorántffy Zsuzsanna.[13] A bejárat felett található a Lorántffyak címere.
- A városi zsinagóga épülete 1840-ben már állt, 1960-ig használták, amikor a kitelepedések következtében elhagyták.
- A görögkatolikus templomot 2004-ben szentelték fel, épülete eredetileg 1895-ben épült.

### Szobrok, emlékművek
- Petőfi Sándor egész alakos szobra a városháza mellett áll.
- II. Rákóczi Ferenc mellszobrát, ifj. Szabó István szobrászművész alkotását 2007-ben avatták fel.
- Esterházy János 2007-ben felavatott mellszobra szintén ifj. Szabó István műve.
- A főtéren (Millenniumi tér) egymás mellett áll Szent István király, Szent Imre és Szent László egész alakos szobra.
- A főtéren található díszkút domborművei a városhoz kötődő történelmi személyiségeket ábrázolják.
- A Fő utcán található Mécs László mellszobra és Árpád-házi Szent Erzsébet egész alakos szobra.
- Kálvin János obszidiánból készült szobrát 2009-ben avatták fel a református templom udvarán.
- Hucs György emlékére 2001-ben felavatott emlékoszlop, Ferenc György nagykaposi fafaragó alkotása, a Mécs László Keresztény Központ kertjében.
- A Hősök terén található a két világháború áldozatainak emlékműve, melyet 1990. június 3-án avattak fel.
- A városháza mögötti parkban áll a felszabadulási emlékmű.

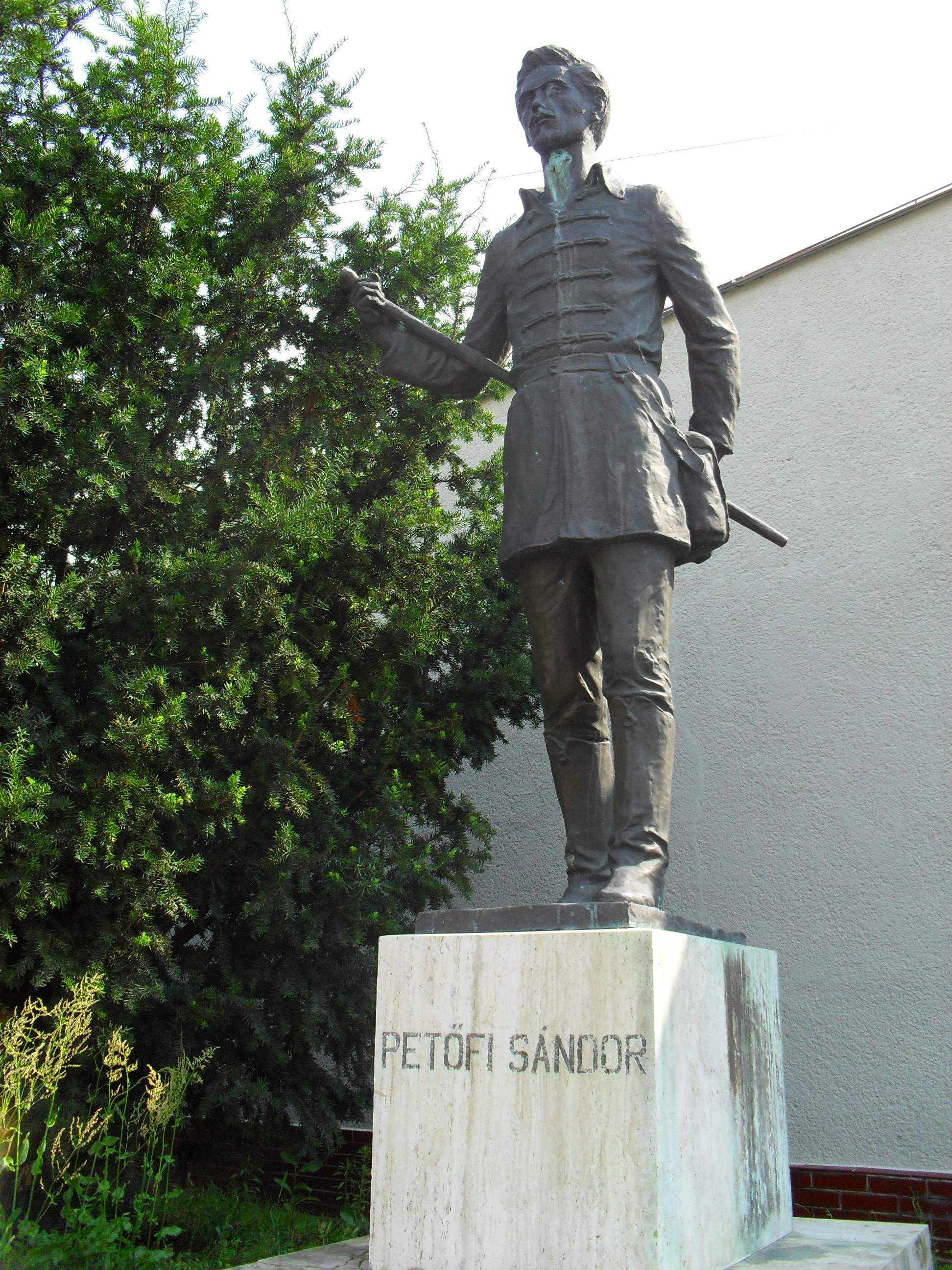
Petőfi Sándor szobra
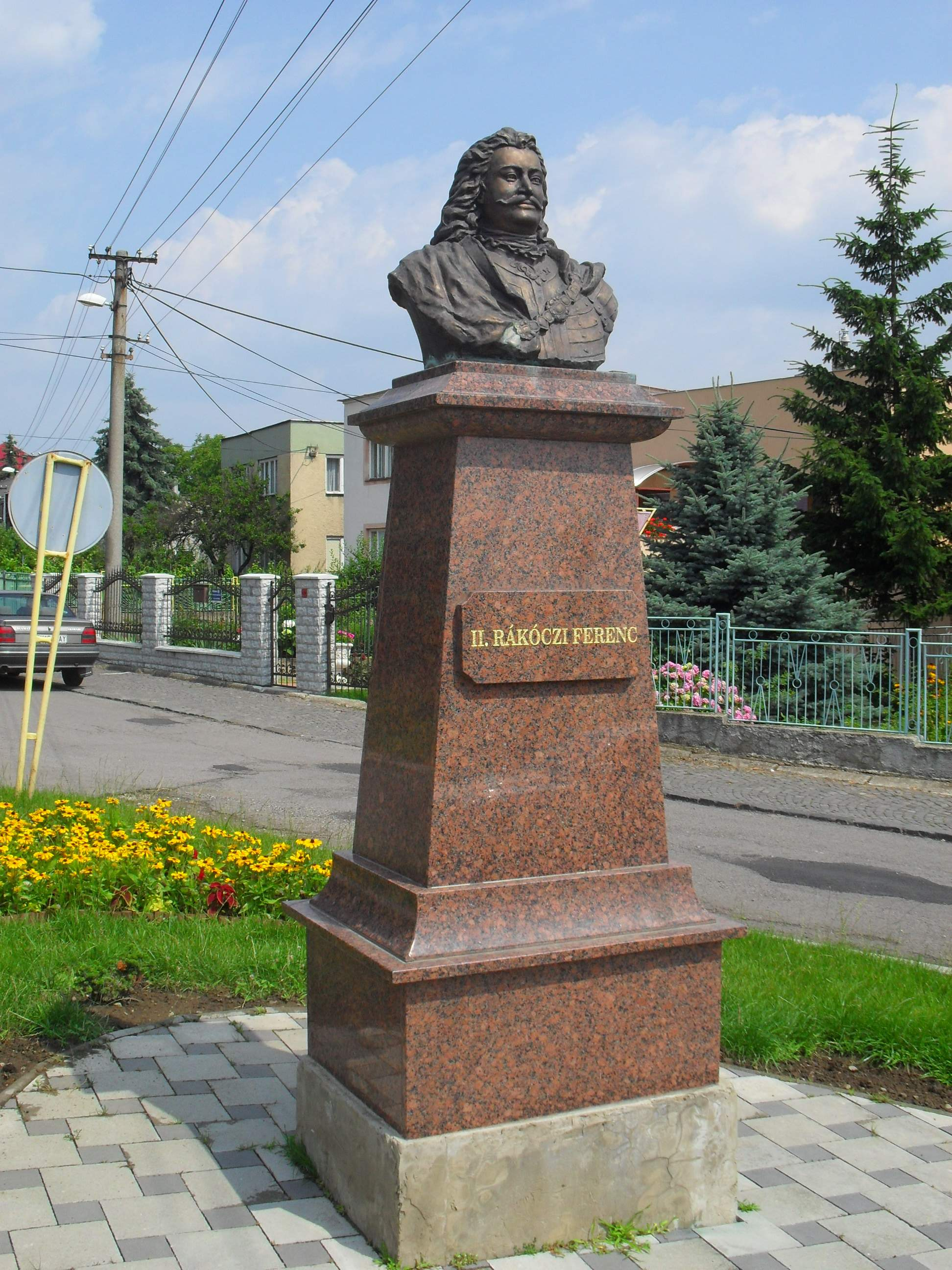
Rákóczi Ferenc mellszobra
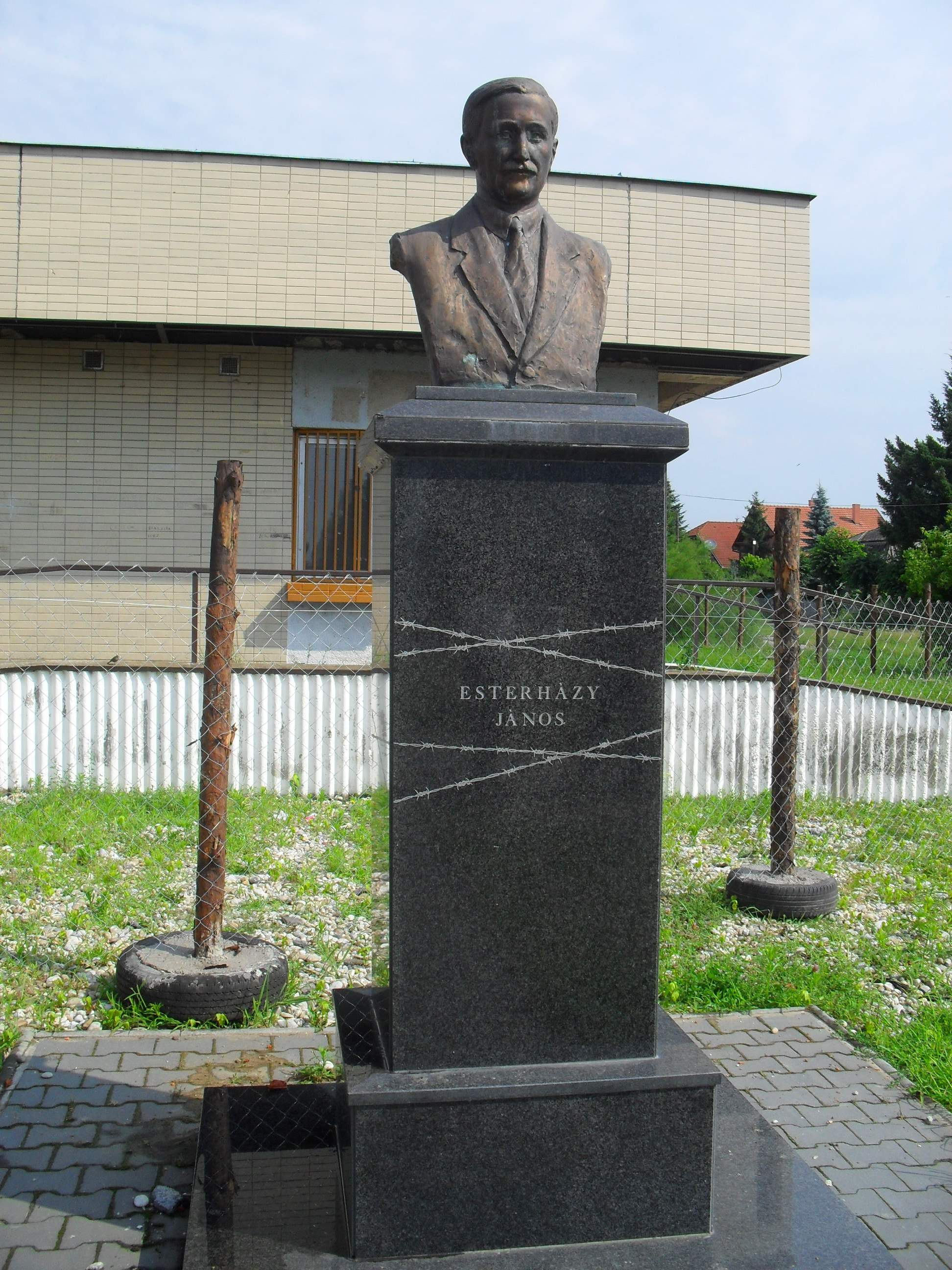
Esterházy János mellszobra
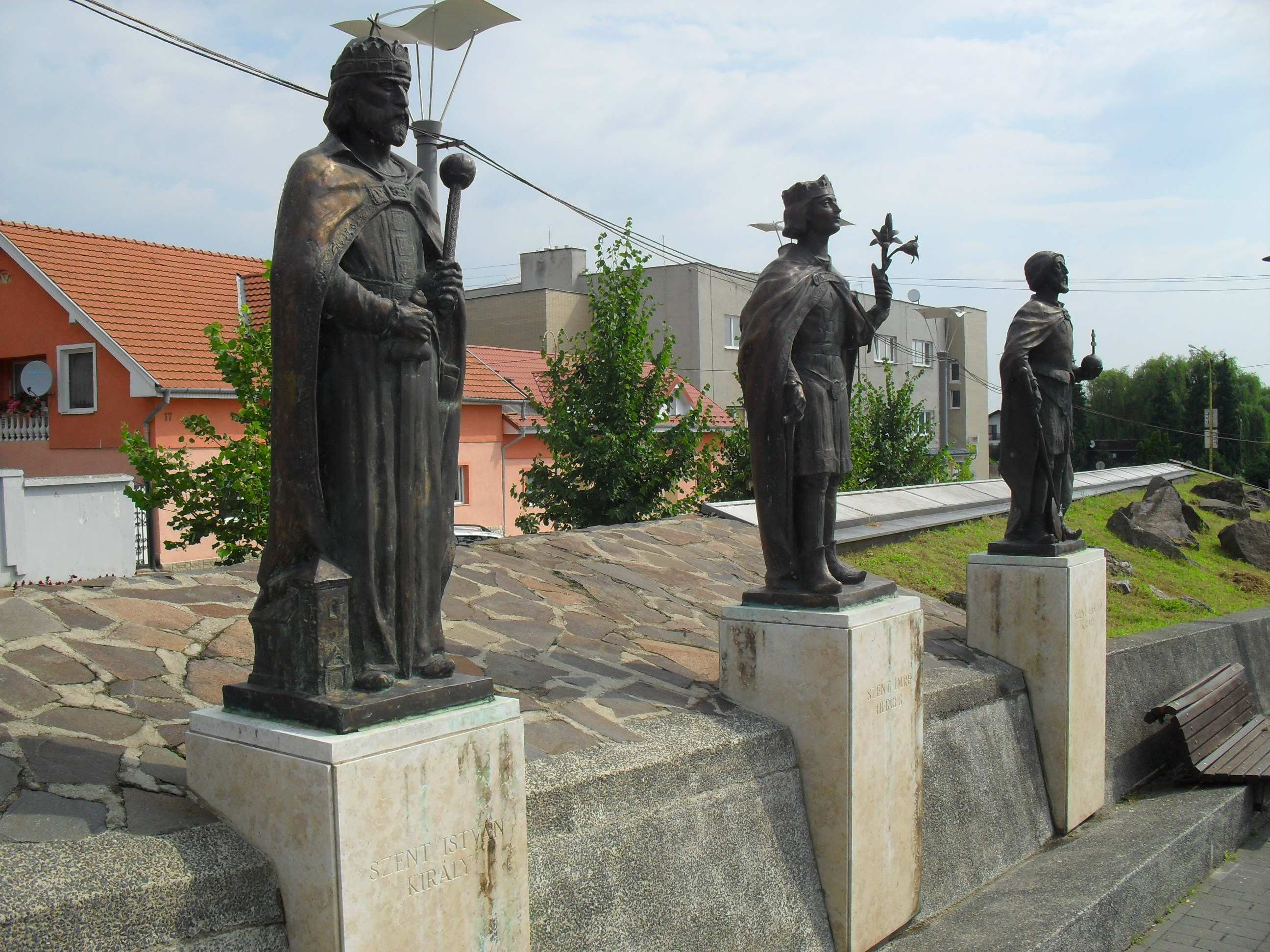
Szent István, Szent Imre és Szent László szobra a főtéren
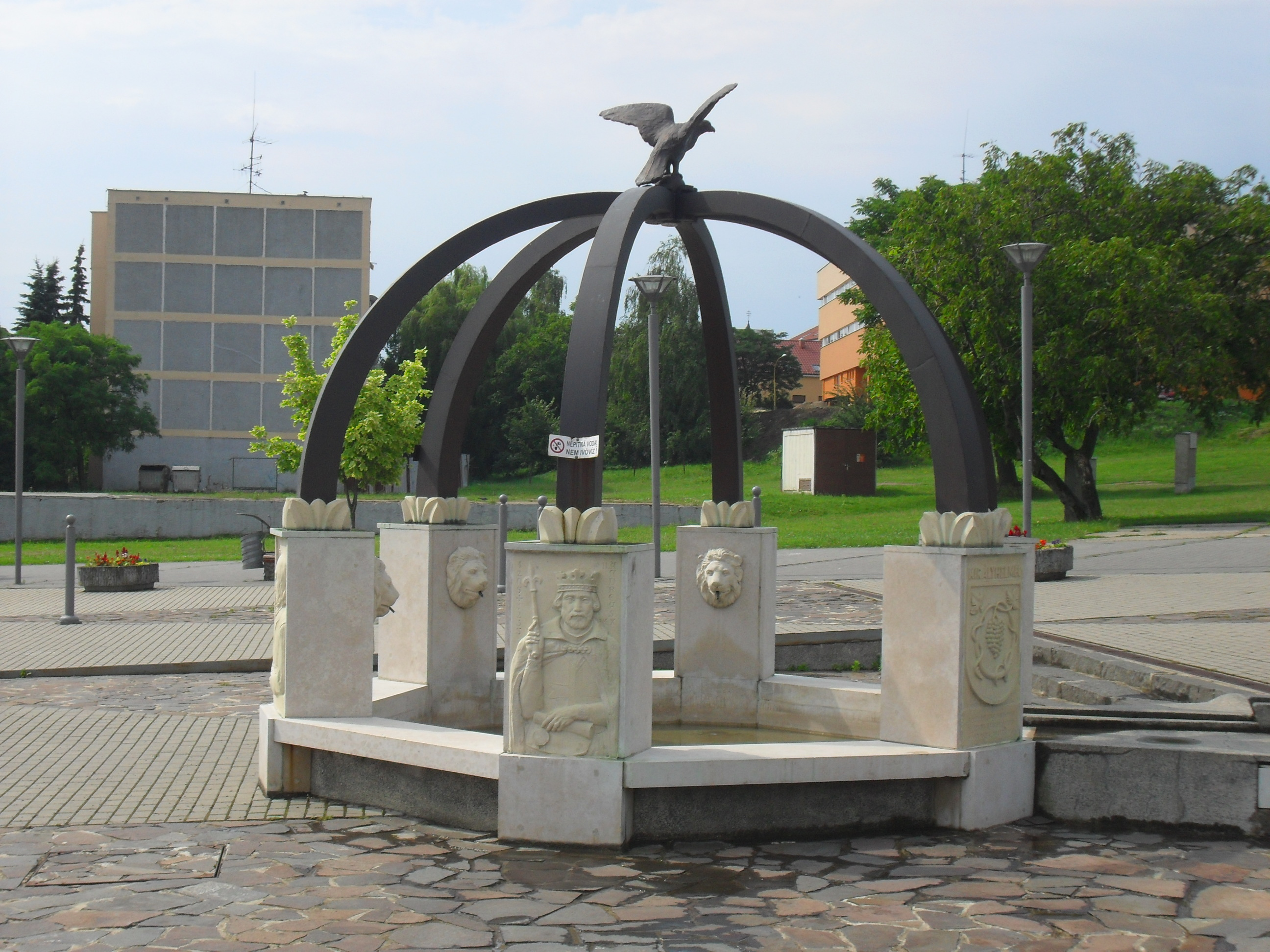
Díszkút a főtéren
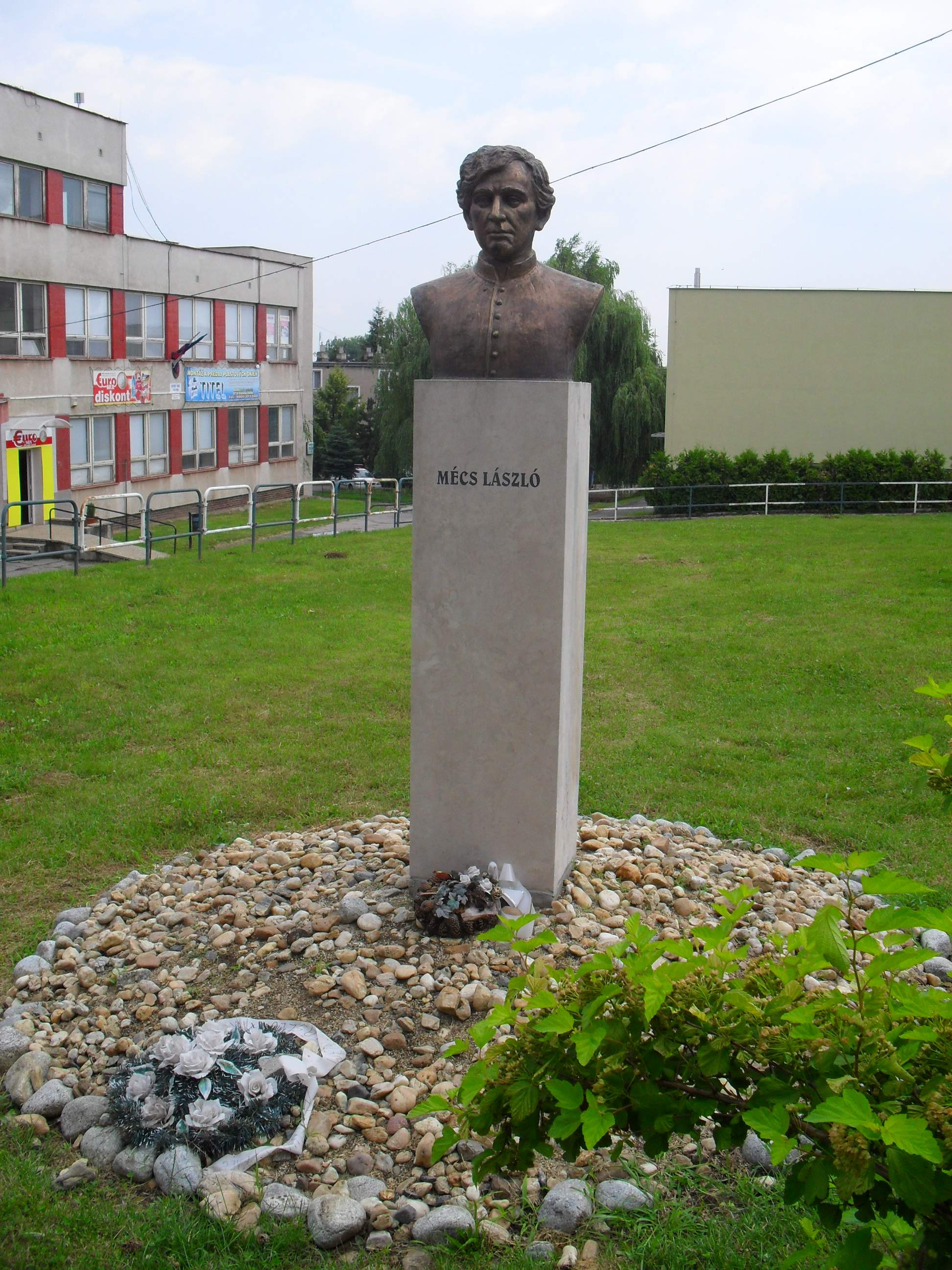
Mécs László szobra

### Emléktáblák
- Tolvaj Bertalan emléktábláját 2007-ben helyezték el a Fő utca egyik épületének falán.
- A Városi Művelődési Központ falán található Petőfi Sándor és a spanyol polgárháborúban harcoló királyhelmeciek emléktáblája.
- A Bodrogközbe menekült lengyelek emléktábláját 2009-ben helyezték el a városháza falán.
- Mécs László emléktáblája a római katolikus templomban és a Mécs László Keresztény Központ épületének falán (utóbbit 1993-ban helyezték el).
- A kitelepített bodrogköziek emléktábláját 2008-ban helyezték el a Hősök terén.
- A Millenniumi tér emléktáblája (2002).

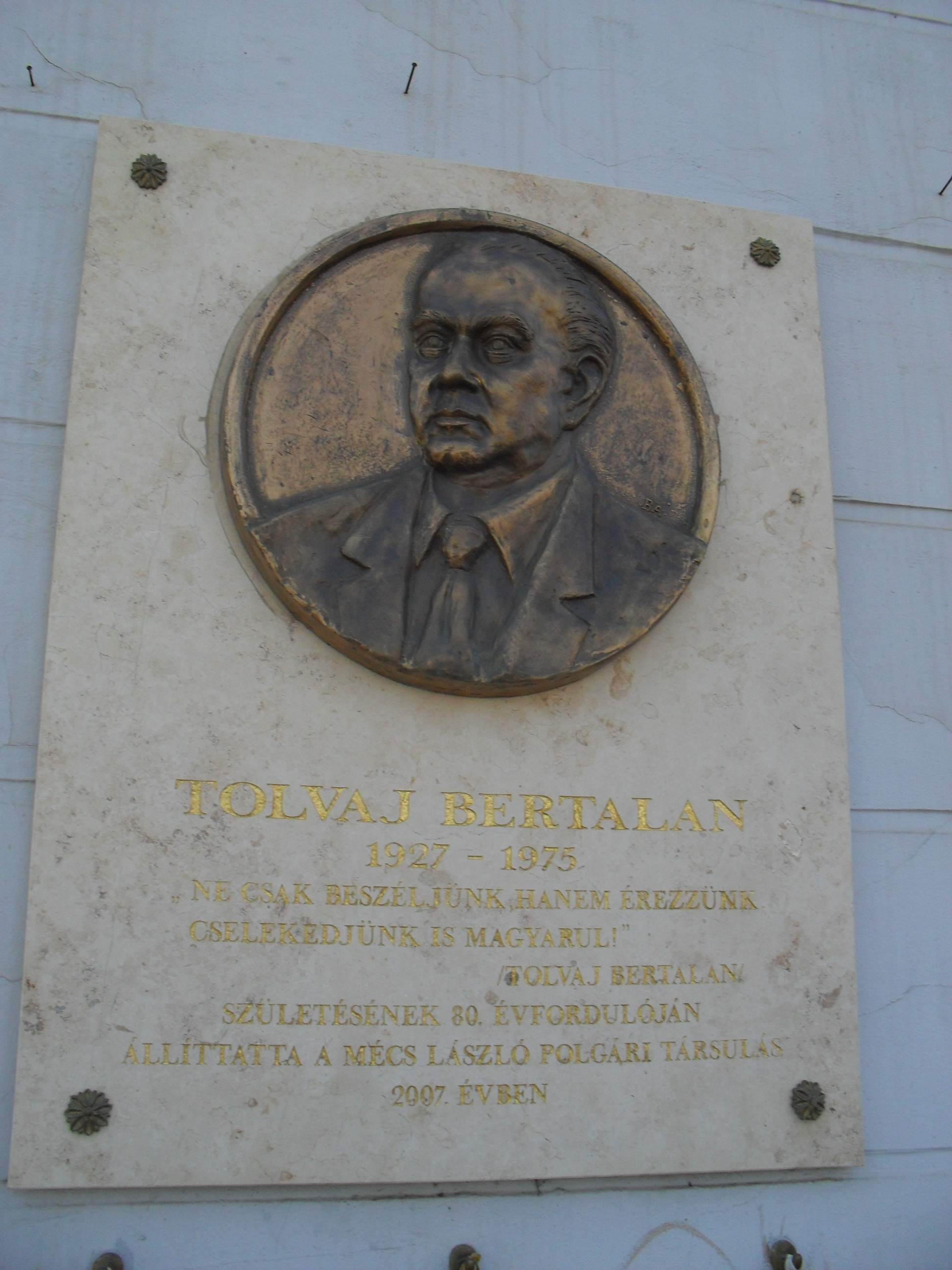
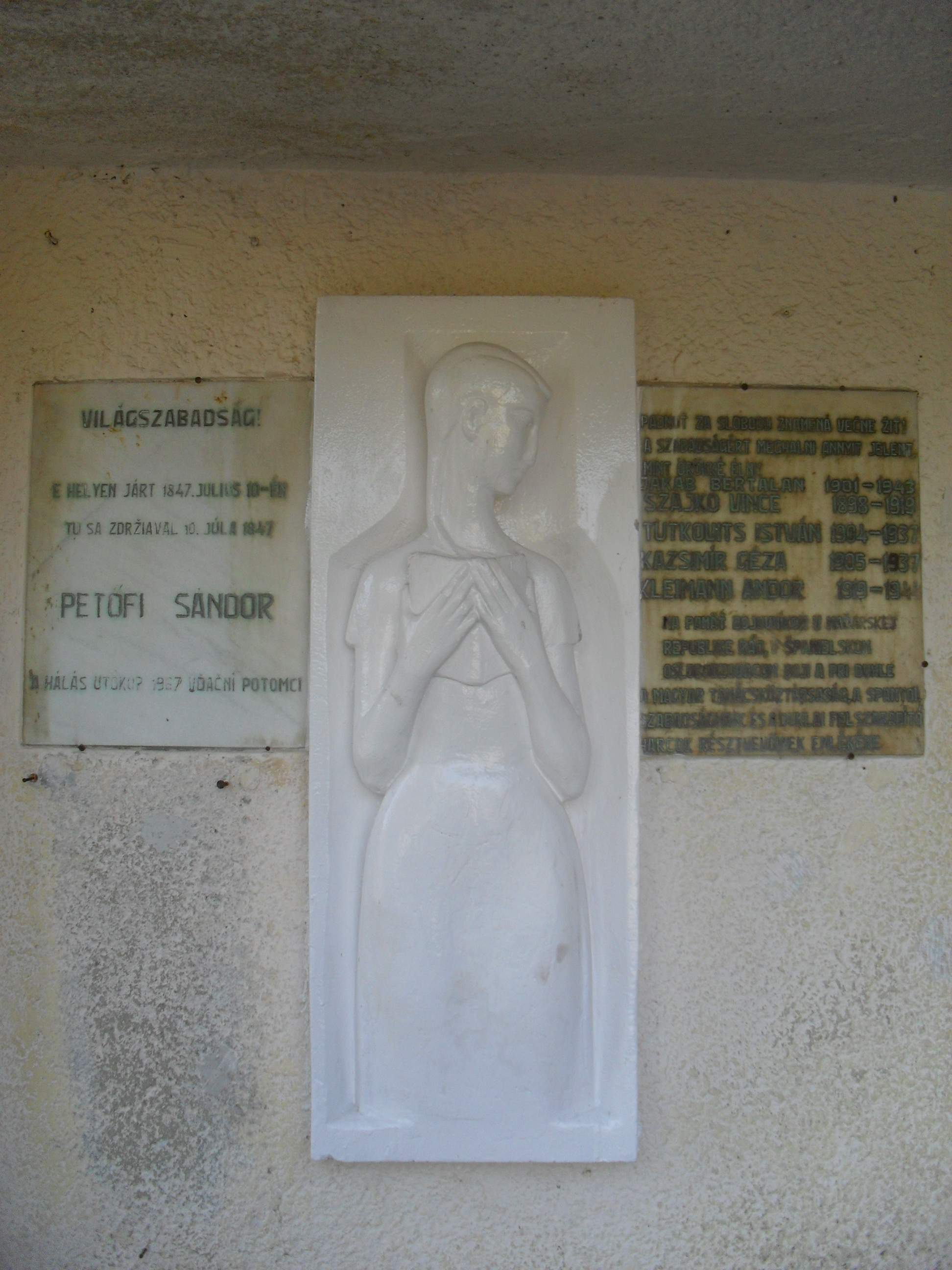
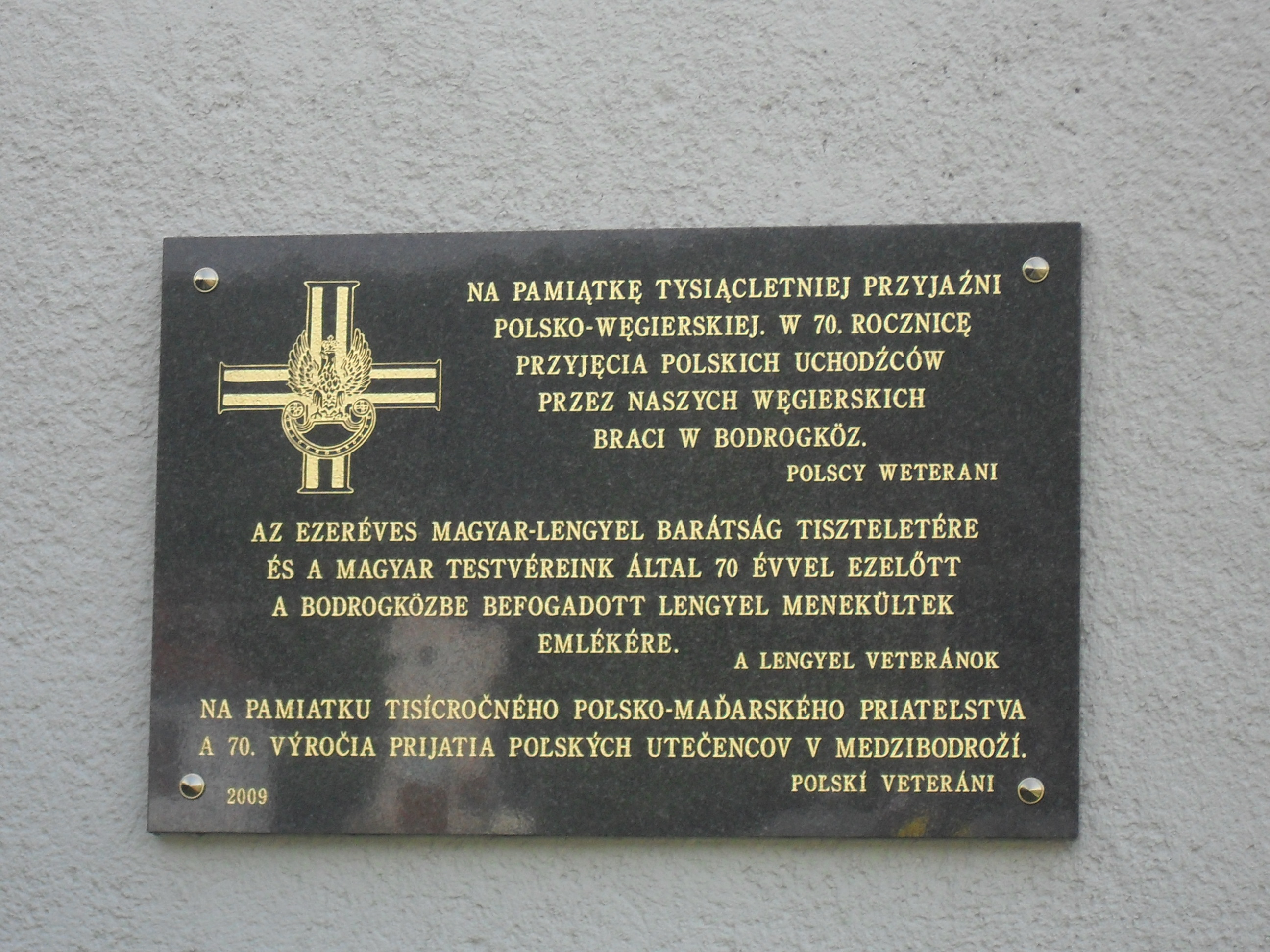
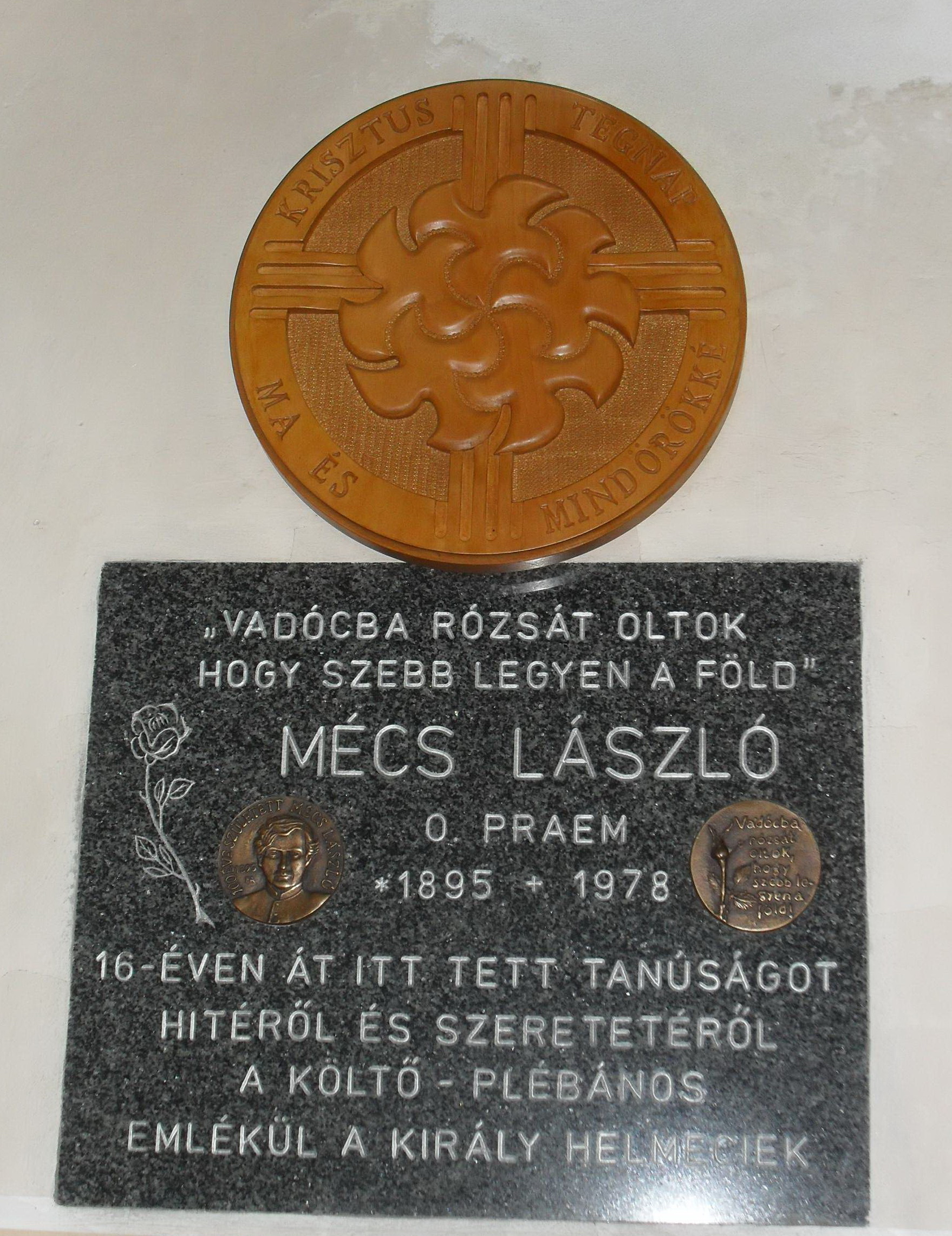
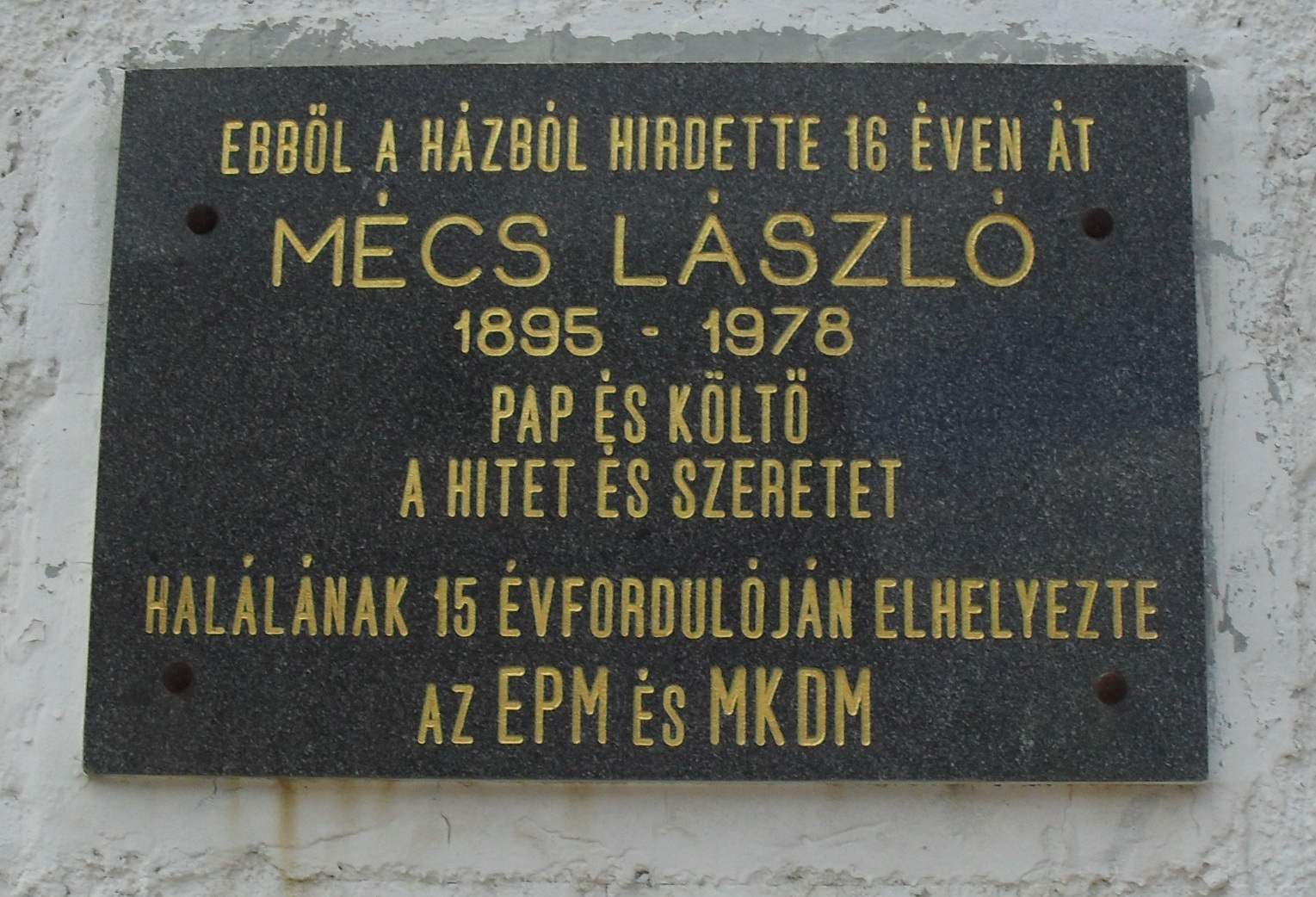
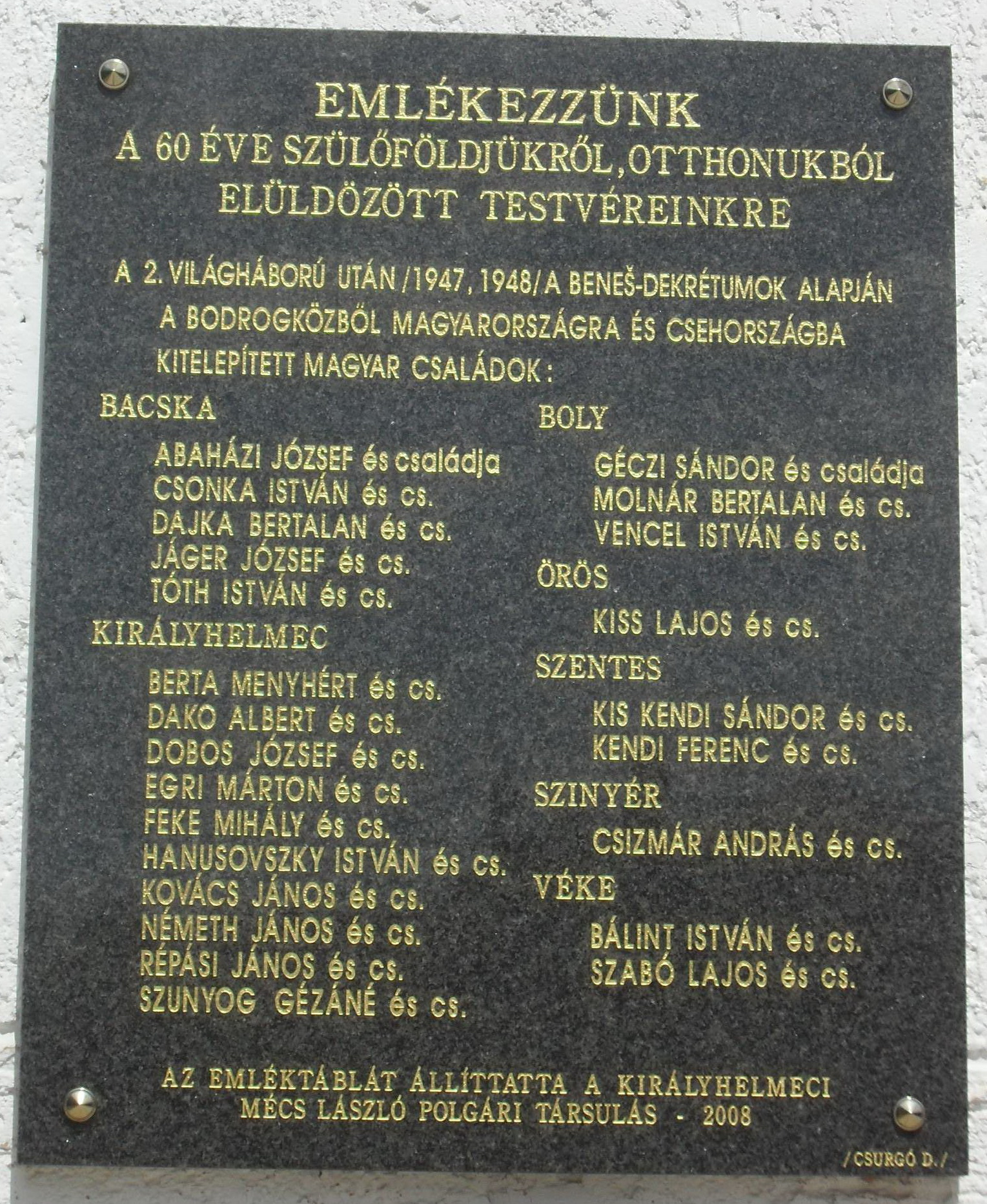

## Híres emberek
- Gyimesi György – nemzetközi hírű vadász-író
- Helmeczi Komoróczi István – nagyváradi református püspök, a 17-18. század neves egyházi szerzője
- Mécs László - plébános, a neves költő 1930-1944 között élt Királyhelmecen, itt van eltemetve édesanyja.

### Itt születtek
- 1788-ban Helmeczy Mihály nyelvújító, író
- 1862. december 28-án Kemechey Jenő író, újságíró
- 1884. november 7-én Aczél Ilona színművésznő
- 1930. október 28-án Dobos László író
- 1939-ben Szabó Júlia művészettörténész
- 1948-ban Bodnár Gyula újságíró, író, szerkesztő
- 1949-ben Kocsis László régész, ókortörténész
- Kopasz Viktor Prágában élő fotóművész[14]
- 1972-ben Kassai Csongor színész
- 1972-ben Stubendek Katalin színész
- 1996-ban Dino Benjamin színész

## Képtár

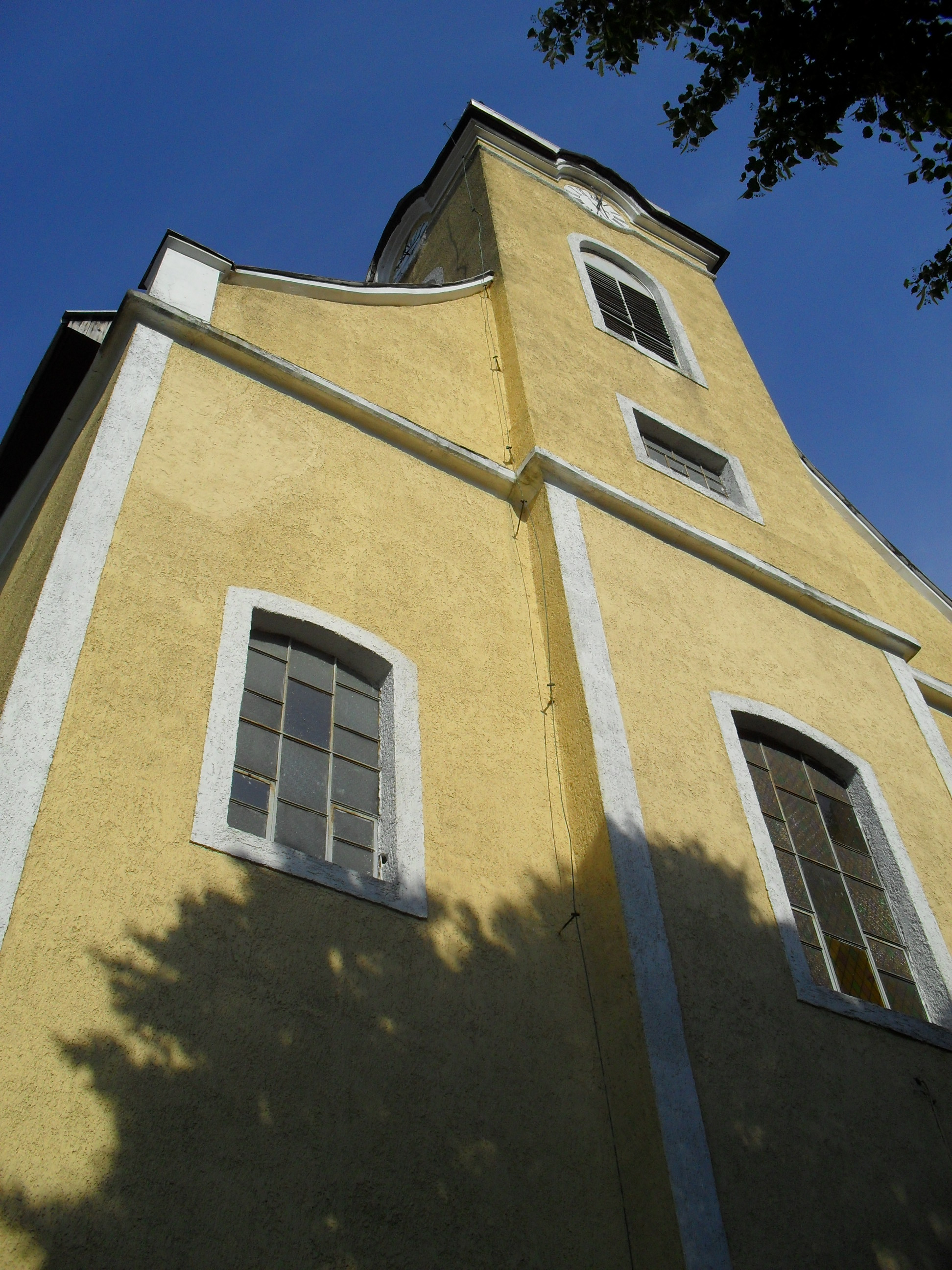
Római katolikus templom
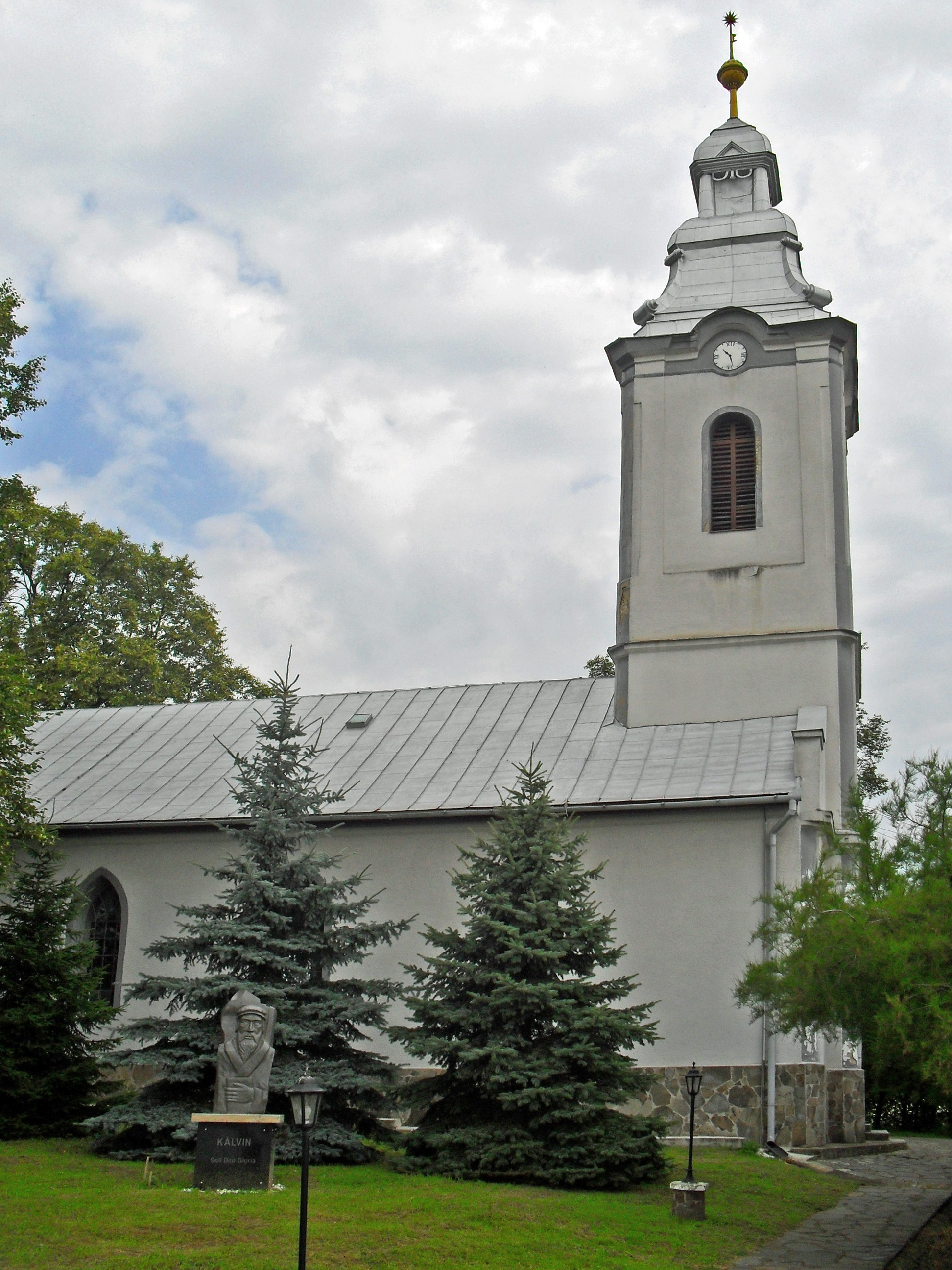
Református templom
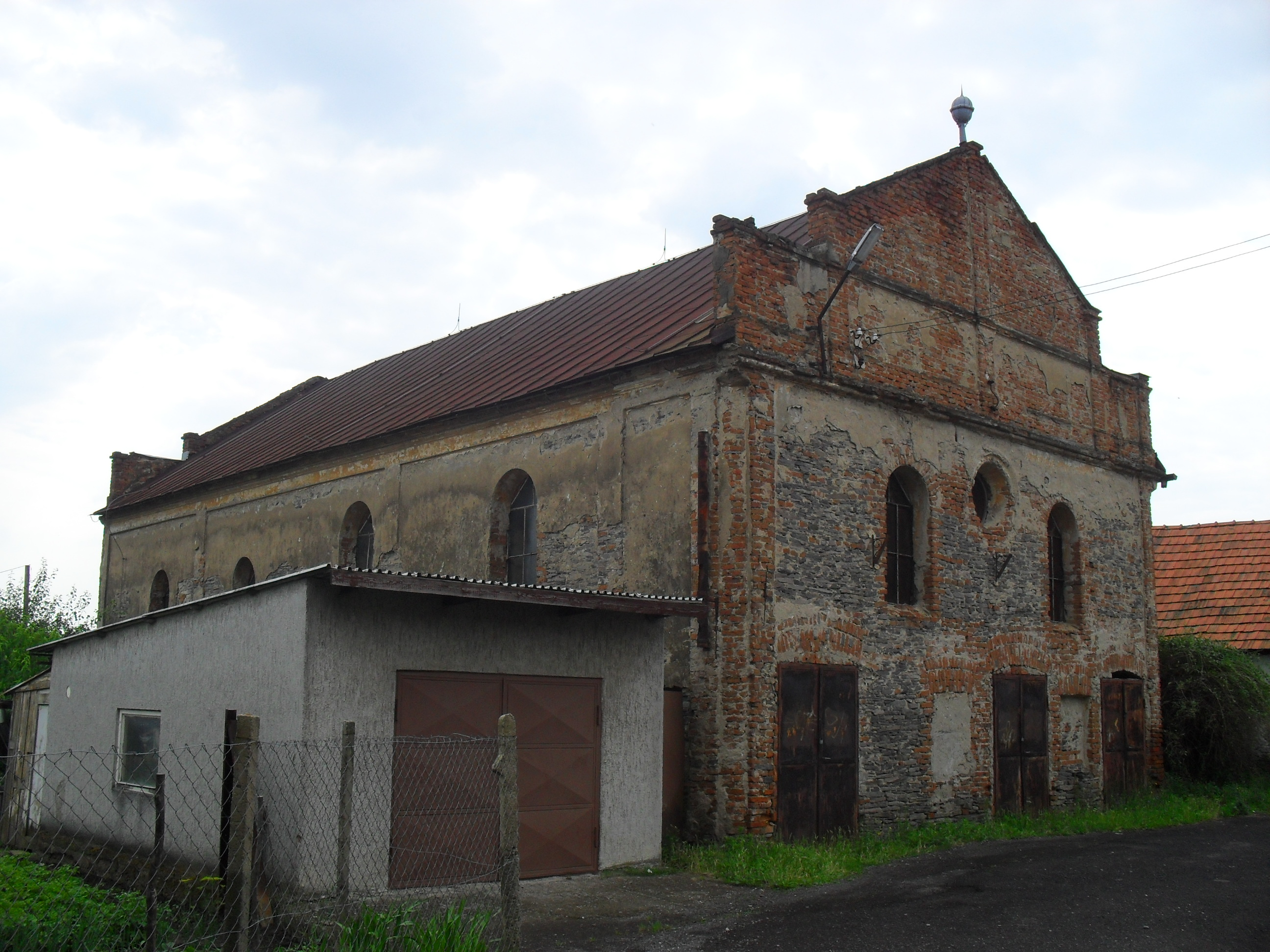
Az egykori zsinagóga
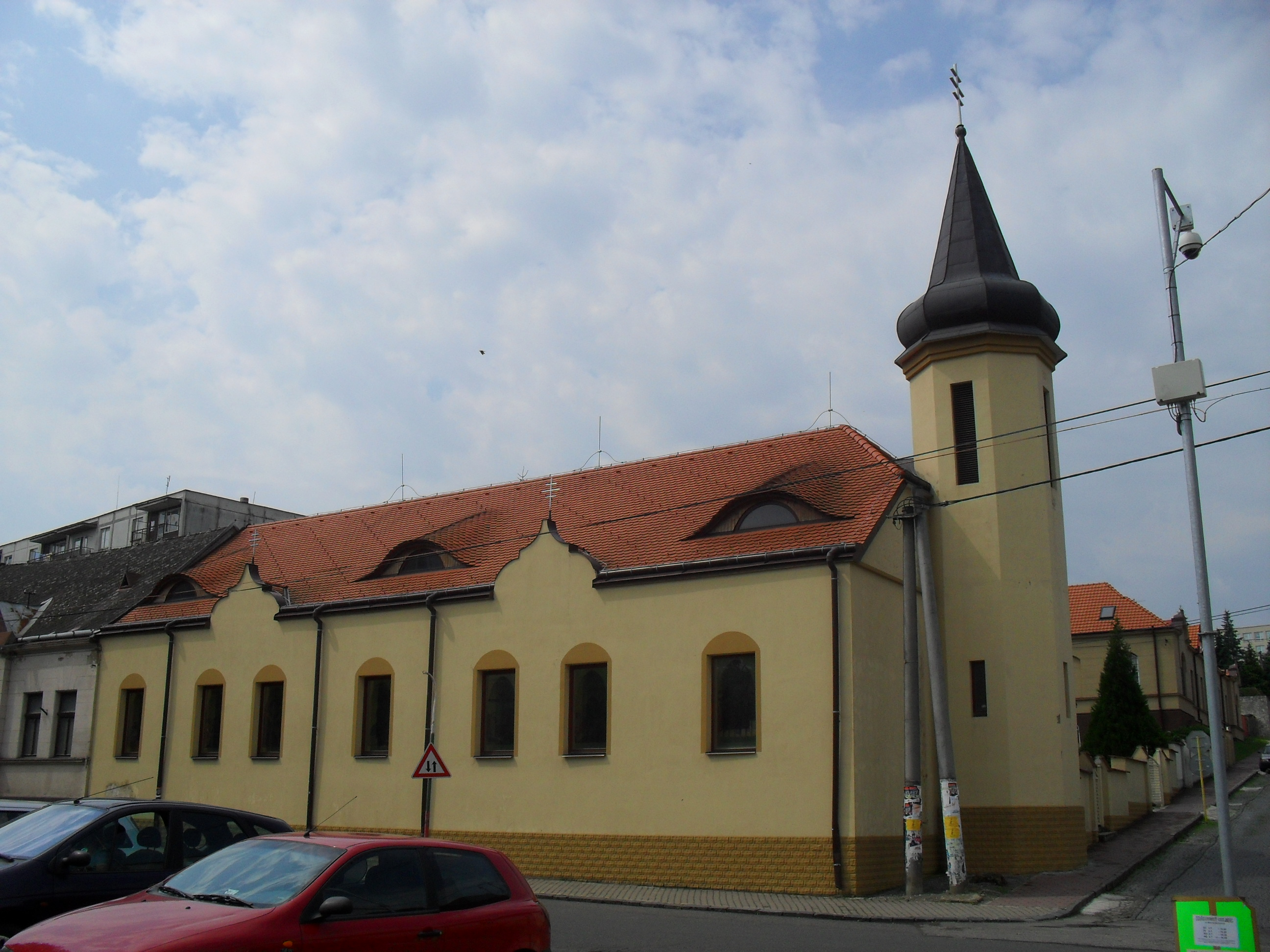
Görögkatolikus templom
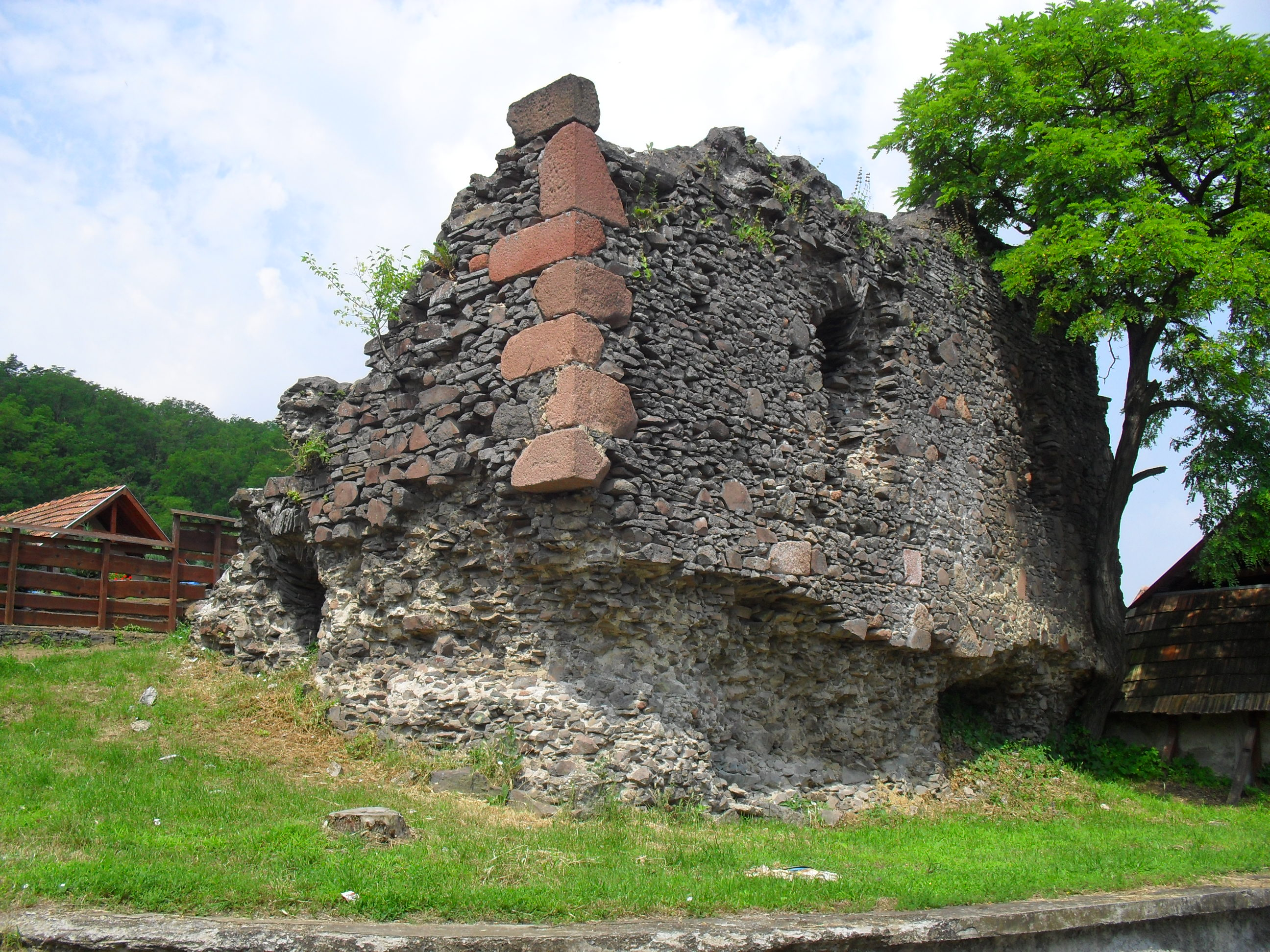
A Csonkavár romjai
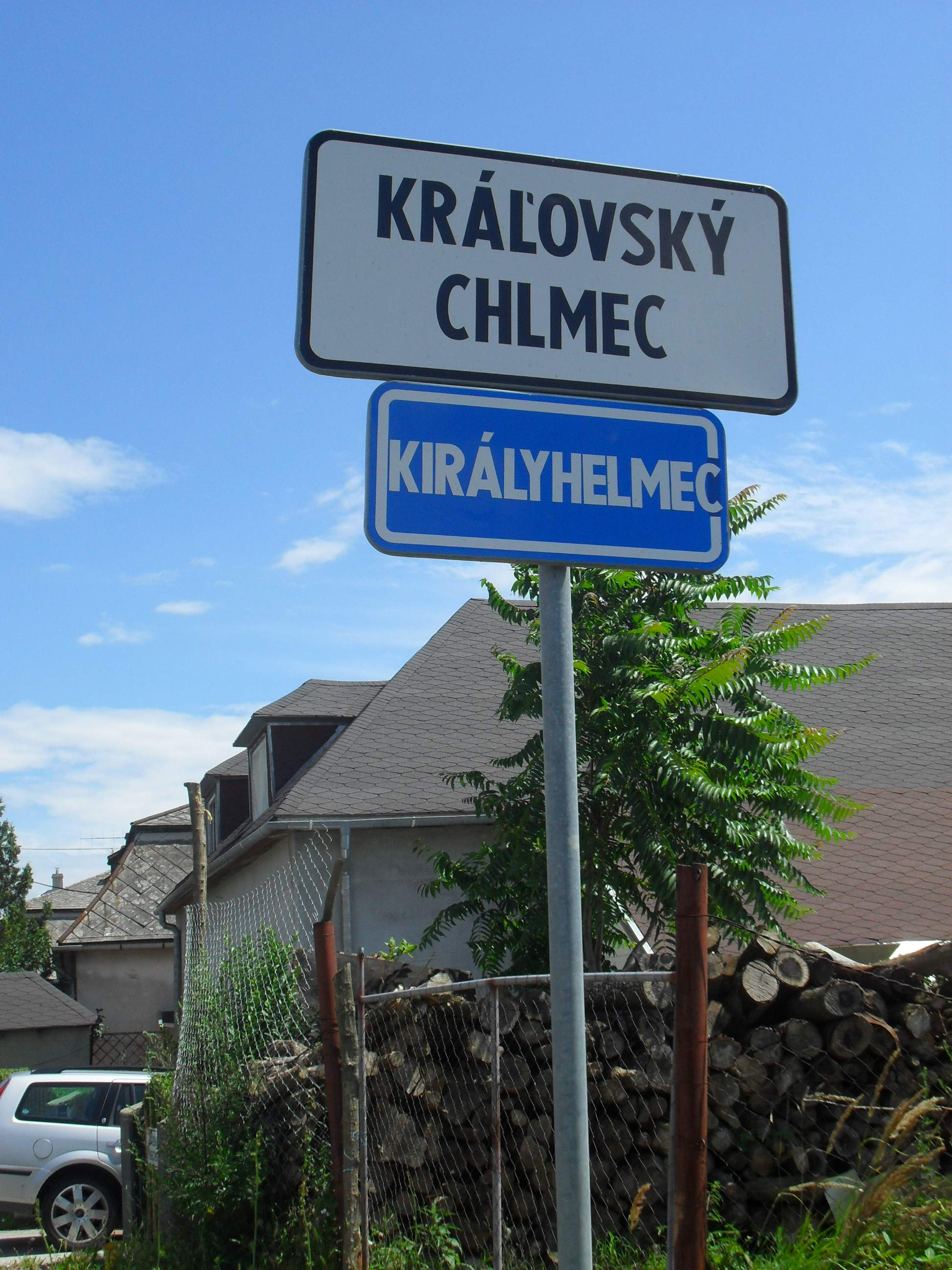
Kétnyelvű helységnévtábla

## Testvérvárosok
- Magyarkanizsa, Szerbia
- Kisvárda, Magyarország
- Felsőzsolca, Magyarország
- Ferencváros (Budapest IX. kerülete), Magyarország
- Sepsiszentgyörgy, Románia
- Cigánd, Magyarország